# 苏丹阿都哈林机场
苏丹阿都哈林机场（英語：Sultan Abdul Halim Airport），是马来西亚吉打州亚罗士打城市机场。主要提供航空服务于亚罗士打市一带。
机场位于亚罗士打市北部的甲抛巴底地区。离市中心约13公里，新建成的候机楼于2006年5月5日开始投入服务，以应付未来的交通流量。
新候机楼开始提供303空中客机的服务，机场跑道已从原有的1,963米长度和45米宽度，延伸直现在的2,745米长度和45米宽度。2008年苏丹阿都哈林机场完成旅客吞量307,564人次，达17,705次航班。
马来西亚皇家空军训练学院与苏丹阿都哈林机场公用同个机场跑道。

## 交通统计
| 年   | 旅客人次 | 航班班次 | 货物运输量（公吨） | 货物运输量（公斤） |
| ---- | -------- | -------- | ------------------ | ------------------ |
| 2003 | 353,778  | 18,318   | 17                 | 37                 |
| 2004 | 346,502  | 14,784   | 67                 | 147                |
| 2005 | 323,669  | 17,632   | 118                | 260                |
| 2006 | 292,549  | 18,495   | 111                | 244                |
| 2007 | 291,006  | 20,277   | 55                 | 54,921             |
| 2008 | 307,564  | 17,705   | 41                 | 41,193             |

## 场地安排
亚洲航空提供机场至泰国合艾穿梭客车服务。

## 航空公司和目的地

### 业务系统
| 航空公司     | 目的地               |
| ------------ | -------------------- |
| 马来西亚航空 | 吉隆坡国际机场       |
| 亚洲航空     | 新山, 吉隆坡国际机场 |
| 飞萤航空     | 梳邦机场             |